# Muara (Suranenggala)
Muara is een bestuurslaag in het regentschap Cirebon van de provincie West-Java, Indonesië. Muara telt 3606 inwoners (volkstelling 2010).